# La madre (film 2012)
La madre è un cortometraggio del 2012 diretto da Jean-Marie Straub ispirato all'omonimo racconto di Cesare Pavese contenuto in Dialoghi con Leucò.

## Trama
Meleagro viene ucciso dalla madre dopo che aveva commesso egli stesso un delitto.